# Sistema di atterraggio a microonde
Il sistema di atterraggio a microonde (o MLS dall'inglese microwave landing system) è un sistema di atterraggio aeronautico a microonde. Si tratta di un ILS (Instrument landing system) perfezionato. Il suo grande vantaggio è la possibilità data al velivolo di avvicinarsi alla pista con traiettorie differenti da quella rettilinea, condizioni specialmente sfruttate da elicotteri e velivoli militari. Inoltre fornisce un'indicazione precisa della distanza dal punto di atterraggio.
Il sistema è formato dall'insieme di tre sottosistemi: uno per la misura azimutale (AZ), uno per l'elevazione (EL) e uno per la distanza (P-DME, Precision DME).
Il sottosistema azimutale fornisce informazioni analoghe a quelle dell'ILS, ma su un angolo di apertura di 124 gradi attorno all'asse della pista. Il sottosistema in elevazione copre un campo di 30 gradi. Il sottosistema per la distanza ha una portata di 20 miglia. La precisione delle indicazioni di azimut e di elevazione sono dell'ordine di 0,015 gradi, per la distanza 30 metri. 
Il metodo basato per definire le posizioni angolari, sia in azimut sia in elevazione, sono basate su una scansione in andata immediatamente seguita da una di ritorno; dalla misura del tempo fra il primo ed il secondo passaggio è immediato risalire alla misura dell'angolo.